# Камга (приток Большой Сумульты)
Камга (Каамга, в верховье Кызылтыл) — река в России, протекает в Республике Алтай. Устье реки находится в 42 км от устья Большой Сумульты по правому берегу. Длина реки составляет 27 км.

## Притоки
- Янтукпу (пр)
- Акем (лв)
- Нижняя Янтыкпа (пр)
- Верхняя Янтыкпа (пр)
- Кольдюкарасу (пр)
- Карасу (лв, 16 км от устья)
  - Коной (пр)

## Данные водного реестра
По данным государственного водного реестра России относится к Верхнеобскому бассейновому округу, водохозяйственный участок реки — Катунь, речной подбассейн реки — Бия и Катунь. Речной бассейн реки — (Верхняя) Обь до впадения Иртыша.